# Чёрная река (фильм, 1957)
«Чёрная река», (яп. 黒い河, курой кава; англ. Black River) — японский чёрно-белый фильм-драма режиссёра Масаки Кобаяси, поставленный в 1957 году. Экранизация романа Такэо Томисимы. Это рассказ о разрушенной невинности, оппортунистической ярости и нации, потерявшей свой путь. В этой киноленте Масаки Кобаяси акцентирует своё внимание на коррупции, возникающей вокруг американских военных баз, которые так и притягивали к себе проституток, воров и прочих мелких жуликов. Однако вину за это режиссёр возлагает не на американцев, а на японскую социальную систему, допускающую безнаказанность такого положения вещей.

## Сюжет
История начинается с того, что бедный студент Нисида в целях экономии решает снять комнату в ветхом многоквартирном доме. Расположенный неподалёку от американской военной базы, этот дом разделён на десятки небольших комнат и заселён в основном проститутками, алкоголиками и семьями с низким достатком. Почти никто из них не может заплатить квартплату, и хозяйка, которую жильцы называют не иначе как «дьяволом», решает продать строение под снос местному толстосуму, который планирует на этом месте построить гостиницу для американских военнослужащих.
Однажды на улице Нисида встречает красивую девушку Сидзуко, к которой начинает испытывать симпатию. Сидзуко приглянулась и местному головорезу Джо, главарю преступной группировки. Джо насилует девушку и принуждает её к сожительству.
Куроки, новый владелец дома при помощи подкупленного им бандита Джо, кого обманом, кого подкупом уговаривают жильцов подписать бумаги о выселении. Один из представителей рабочего класса, жилец по имени Кин делает доблестные, но бесплодные попытки организовать проживающих, чтобы объединиться для защиты своих прав. Несмотря на сопротивление некоторых из арендаторов, дом разрушен, а Джо и члены его банды решают отпраздновать успешно законченное дело. Однако вечеринка заканчивается трагедией. Нисида и Судзуко, к тому моменту искренне полюбившие друг друга, становятся любовниками и сообщниками, подталкивая подвыпившего Джо под колёса грузовика.

## В ролях
- Фумио Ватанабэ — Нисида
- Инэко Арима — Сидзуко
- Тацуя Накадай — Джо
- Исудзу Ямада — хозяйка многоквартирного дома
- Томоо Нагаи — Окада
- Кэйко Авадзи — жена Окады
- Эйдзиро Тоно — Курихара
- Тоё Такахаси — жена Курихары
- Сэйдзи Миягути — Кин
- Асао Сано — Сакадзаки
- Масао Симидзу — Куроки
- Кин Сугаи — Паа
- Ёко Кацураги — Сатико

## Премьеры
- — 23 октября 1957 года состоялась национальная премьера фильма в Токио[1]
- — фильм впервые был показан в США 7 октября 2005 года на Кинофестивале в Нью-Йорке[2]
- — кинолента впервые была представлена шведским зрителям на показе в рамках фестиваля Cinemateket в Стокгольме 27 января 2007 года[2].